# 王宗輅
王宗輅（？—926年5月2日），中國五代十国時代人物，前蜀高祖王建的第三子（一说第四子），宋氏所生。
武成三年（910年），王宗輅被父亲封为雅王。他的二哥太子王元膺死后，王建以王宗輅的相貌像自己，王宗傑有敏才，想选一个立为太子，最后无果而终。王建幼子王衍即位为前蜀后主。乾德六年（924年），王宗輅改封为邠王。罢军使。次年，后唐庄宗李存勖派李继岌、郭崇韬率军灭前蜀。伶人景进向庄宗进言应当翦除王衍，庄宗便杀害了王衍及其亲族，三月十八甲戌（926年5月2日），王宗輅、王宗紀、王宗智、王宗澤、王宗鼎、王宗平、王宗特、王衍兄弟八人一起死在秦川驿，葬于长安县三赵村。